# Balsam Lake
Balsam Lake è un comune degli Stati Uniti, situato in Wisconsin e in particolare nella Contea di Polk, della quale è il capoluogo.